# ニュー・エイジ・ステッパーズ
ニュー・エイジ・ステッパーズ（New Age Steppers）は、イギリス出身のダブ集団で、音楽プロデューサーのエイドリアン・シャーウッドが結成し、スリッツのアリ・アップとヴィヴ・アルバータイン、ポップ・グループのマーク・スチュワート、パブリック・イメージ・リミテッドのキース・レヴィン、リップ・リグ&パニックのジョン・ワディントンとブルース・スミス、レインコーツのヴィッキー・アスピノールなど、さまざまな著名1970年代イギリスのポストパンク・グループのメンバーをフィーチャーしていた。他のミュージシャンには、ジョージ・オーバン、スタイル・スコット、エスキモー・フォックスなど、シャーウッドのOn-Uサウンド・レーベルの仲間たちが含まれていた。

## 略歴
ニュー・エイジ・ステッパーズは、1980年にOn-Uサウンドからセルフタイトルのデビュー・アルバムをリリースした。その後、1981年にアルバム『アクション・バトルフィールド』が続いた。3枚目のアルバムである『ファウンデイション・ステッパーズ』は、1982年にリリースされた。
故アリ・アップとエイドリアン・シャーウッドが、アリ・アップの死まで一緒にレコーディングを行ったアルバム『ラヴ・フォーエバー』は、2012年にリリースされた。

## スタイルと影響
オールミュージックのジョン・ドウガン (John Dougan)は、「ニュー・エイジ・ステッパーズのサウンドは、カット・アンド・ペーストによるダブ・ミキシング、見つけ出されたサウンドを使ったサイケデリックな渦巻き、不協和音のオーラル・コラージュ、うねるレゲエのリディム、奇抜でセミ・チューンフルなボーカルによるものだった」と述べた。

## ディスコグラフィ

### スタジオ・アルバム
- 『ニュー・エイジ・ステッパーズ』 - The New Age Steppers (1980年)
- 『アクション・バトルフィールド』 - Action Battlefield (1981年) ※旧邦題『行動の戦場』
- 『ファウンデイション・ステッパーズ』 - Foundation Steppers (1982年)
- 『ラブ・フォーエバー』 - Love Forever (2012年)

### コラボレーション・アルバム
- 『スレット・トゥ・クリエイション』 - Threat To Creation (1981年) ※with クリエイション・レベル

### コンピレーション・アルバム
- Crucial Ninety (1981年)
- 『マッシヴ・ヒッツ Vol.1』 - Massive Hits Vol. 1 (1994年)
- 『トライフェクタ』 - Trifecta (2011年)

### シングル
- "Fade Away" (1980年)
- "My Love" (1981年)
- 『サム・ラブ』 - "Some Love" (2003年)
- "My Nerves (Punk)" (2012年)